# Петрошани
Петрошани (на румънски: Petroșani; на немски: Petroschen; на унгарски: Petrozsény) е град в окръг Хунедоара, Румъния. Градът е с население 37 160 жители (2011 г.).

## История
Петрошани е основан през 17 век, около 1640 година. През 1818 година има население от 233 души, които се занимават предимно с овчарство – все още няма градско население. В 1840 година започва добивът на въглища в Петрошани и близките Вулкан и Петрила.
Населението се увеличава драстично в 20 век по време на комунистическия режим, когато много работници са били преместени от Молдова в Петрошани.

## География
Петрошани се намира в долината на река Жиу, която е вход за националния парк Ретезат и планините Ретезат, Паранг и Валкан.

## Етнически състав на населението
- 40 407 румънци
- 3 815 унгарци
- 275 немци

## Побратимени градове
- Нова Загора, България